# Jacques Leroy de Saint Arnaud
Armand Jacques Achille Leroy de Saint-Arnaud (Paris 20 de agosto de 1798- mar Negro, 29 de setembro de 1854), foi um militar francês, marechal de França. Participou na conquista da Argélia e na guerra da Crimeia, sendo na altura ministro da guerra.

## Vida
Em 1814 estudava no lycée Napoléon, trabalhou nas fortificações de Paris e depois da queda de Napoleão Bonaparte ingressou na guarda nacional de Paris, na cavalaria. Atribuiu-se o cognome de Achille e adotou o patronímico de Saint-Arnaud. Tentou entrar na guarda pessoal do rei, a companhia Gramont, mas não conseguiu. Entrou então num regimento de infantaria, mas teve de se demitir pouco depois por ter andado em duelo com o próprio comandante.
Entrou assim em 1821 num regimento de voluntários de partida para a Grécia para combater contra o Império Otomano. Regressado a França segue um percurso de vida irregular antes da reintegração no exército em 1827 com a patente de subtenente. Foi-lhe atribuído o 49.º Regimento de infantaria em Vannes. Destinado a partir para Martinica, decide novamente demitir-se e recomeçar uma vida aventurosa. Viveu como professor de línguas, de música e de esgrima, e recitou poesia com o nome artístico Florival.
Em 1831 lançou definitivamente a própria carreira militar, quando encontrou o general Thomas Bugeaud. Nomeado tenente em 9 de dezembro de 1831, torna-se oficial de ordenanças de Bugeaud e toma parte na supressão da Vendée émeute; foi depois encarregue de escoltar a duquesa de Berry de Blaye a Palermo.
A sua carreira militar começaria realmente quando, por via das dívidas e escândalos privados, teve de ir para a Argélia como capitão da Legião estrangeira; desse modo distinguiu-se no cerco de Constantine e recebeu a  cruz da Legião de Honra. Em 1840, quando foi autorizado a usar o nome Leroy de Saint-Arnaud, o general Schramm definia-o «oficial ardente e militar valoroso; distingue-se muito, digno de confiança».
Em 1841, nomeado chef de bataillon, assumiu o comando do 1.º Regimento de Zuavos, e em 1842 chega a tenente coronel do 53.º Regimento de infantaria ligeira.
Em 1848 Saint Arnaud, major general, toma o comando de uma brigada durante os motins revolucionários de Paris. De regresso ao norte de África, devido a Luís Napoleão o considerar potencialmente um líder militar ao serviço de um eventual golpe de estado, e no curso de uma expedição à Cabília Saint Arnaud deu prova de ser comandante e, chamado à pátria, é promovido a general de divisão (julho de 1851).
Sucede ao marechal Magnan come ministro da guerra.
Um ano depois é marechal de França e senador, ficando à frente do ministério da guerra até 1854, quando foi posto ao comando, apesar de estar enfermo, das forças francesas na guerra da Crimeia ao lado do colega britânico Lord Raglan. Conduz brilhantemente a batalha de Alma (20 de setembro de 1854), mas minado já há muito tempo por uma pericardite, contrai cólera, e em 26 de setembro põe o comando nas mãos de Canrobert; morre a bordo do navio Berthollet que seguia para Constantinopla. O seu corpo, regressado a França, foi sepultado no Hôtel des Invalides.